# Galbitang
El galbitang, transliterado también kalbi tang, es un tipo de guk o sopa coreana hecha principalmente de costilla corta de buey con buey estofado, daikon, cebolla y otros ingredientes. Galbi alude también a las costillas cortas asadas en la barbacoa coreana, mientras el sufijo tang es otro nombre para el guk. La sopa clara y abundante se hace cociendo a fuego lento galbi en agua durante mucho tiempo, y se toma para comer. Es parecido al seolleongtang, una sopa hecha de hueso de pierna de buey.
Hay mencionas al galbitang en registros históricos sobre la disposición de la mesa para los banquetes de la corte real coreana celebrados en los años 1980. Sin embargo, se asume que el galbi se ha comido desde finales de la dinastía Goryeo (918–1392).
El galbitang ha sido un plato representativo servido en recepciones de bodas.

## Preparación
Cuesta unas 5 horas cocinar el plato completo. Se hacen unos cortes en el extremo de los huesos interiores con un cuchillo afilado antes de cortar las costillas para lograr que la carne se desprenda fácilmente de la costilla de buey cocida. Las costillas se cortan en trozos de unos 5–6 cm de longitud, y se añade un daikon entero en la olla de agua, poniéndola primero a fuego fuerte. Cuando pasa el tiempo se baja el fuego a la mitad. Cuando el buey se ablanda tras haber cocido durante unas 4–5 horas, se retira el daikon de la olla y se corta en tiras planas de unos 3 cm de longitud. Entonces se sacan también las costillas de la olla y se condimentan con cebolleta picada, ajo y pimentón, aceite de sésamo, una mezcla de sésamo y sal, y salsa de soja. A medida que la sopa se enfría se retira la grasa que flota en su superficie. Las costillas condimentadas y el daiko cortado se vuelven a añadir a la olla y se cuecen a fuego lento una vez más.